# 아파치 앤트
아파치 앤트(영어: Apache Ant)는 자바 프로그래밍 언어에서 사용하는 자동화된 소프트웨어 빌드 도구이다. 유닉스나 리눅스에서 사용되는 make와 비슷하나 자바언어로 구현되어 있어 자바 실행환경이 필요하며 자바 프로젝트들을 빌드하는데 표준으로 사용된다.
make와 눈에 띄는 가장 다른 부분은 빌드를 위한 환경구성을 XML 파일을 사용한다는 점이다. 기본적인 빌드 파일명은 build.xml이다.
로고는 이름(ANT)에 따라 개미 모양으로 만들어졌으나 이는 Another Neat Tool의 약어이다.

최초 빌드 도구로서 제작되었으나 점점 많은 기능이 추가되면서 빌드와 배포, 유닛 테스트 등을 포함하는 통합 툴로서 발전되고 있다.

## 역사
앤트는 선 마이크로시스템즈에서 나중에 톰캣으로 발전하게 되는 JSP/Servlet 표준구현 엔진을 오픈소스화 하던 중 제임스 던컨 데이비슨에 의해 최초로 구상되었다. 사유 소프트웨어인 make를 이용하여 솔라시스에서 작업했으나 다른 환경에서는 이를 수행할 수 있는 오픈소스 소프트웨어가 없었기 때문이다.
앤트의 최초 버전은 시스템 독립적으로 톰캣을 빌드하기 위한 툴로서 생겨났으며 2000년 7월 19일 독립형 제품으로서 발표되었다(1.1 버전).
처음에는 자카르타 프로젝트의 하위 프로젝트로서 시작했으나 2002년 10월 18일 아파치의 최상위 프로젝트로 승격해서 현재에 이르고 있다.
수많은 오픈소스가 앤트를 통한 자동 빌드를 지원하고 있으며 명실상부한 자바 프로젝트의 공식적인 빌드 도구로서 사용된다.

## 버전별 최소 요구 자바 버전
아파치 앤트는 각 버전별로 다음과 같은 최소 자바 버전을 요구한다. 단, 컴파일 작업이 필요하기 때문에 JRE가 아닌 JDK가 필요하며 일부 필수 패키지가 아닌 선택적 패키지의 경우는 아래 내용보다 더 높은 버전을 요구할 수 있다.

| 앤트 버전                | 최소 자바 버전 |
| ------------------------ | -------------- |
| 1.1 ~ 1.5.4              | 1.1            |
| 1.6.0 ~ 1.6.5            | 1.2            |
| 1.7.0 ~ 1.7.1            | 1.3            |
| 1.8.0 ~ 1.8.3            | 1.4            |
| 현재 개발버전(SVN trunk) | 1.5(5.0)       |

## 예제
```
<?xml version="1.0"?>

<project
 
name=
"Hello"
 
default=
"compile"
>

    
<target
 
name=
"clean"
 
description=
"remove intermediate files"
>

        
<delete
 
dir=
"classes"
/>

    
</target>

    
<target
 
name=
"clobber"
 
depends=
"clean"
 
description=
"remove all artifact files"
>

        
<delete
 
file=
"hello.jar"
/>

    
</target>

    
<target
 
name=
"compile"
 
description=
"compile the Java source code to class files"
>

        
<mkdir
 
dir=
"classes"
/>

        
<javac
 
srcdir=
"."
 
destdir=
"classes"
/>

    
</target>

    
<target
 
name=
"jar"
 
depends=
"compile"
 
description=
"create a Jar file for the application"
>

        
<jar
 
destfile=
"hello.jar"
>

            
<fileset
 
dir=
"classes"
 
includes=
"**/*.class"
/>

            
<manifest>

                
<attribute
 
name=
"Main-Class"
 
value=
"HelloProgram"
/>

            
</manifest>

        
</jar>

    
</target>

</project>

```

## 같이 보기
- 빌드 도구
- 메이븐
- rake (소프트웨어)
- 유닛 테스트